# Stéphane Breitwieser

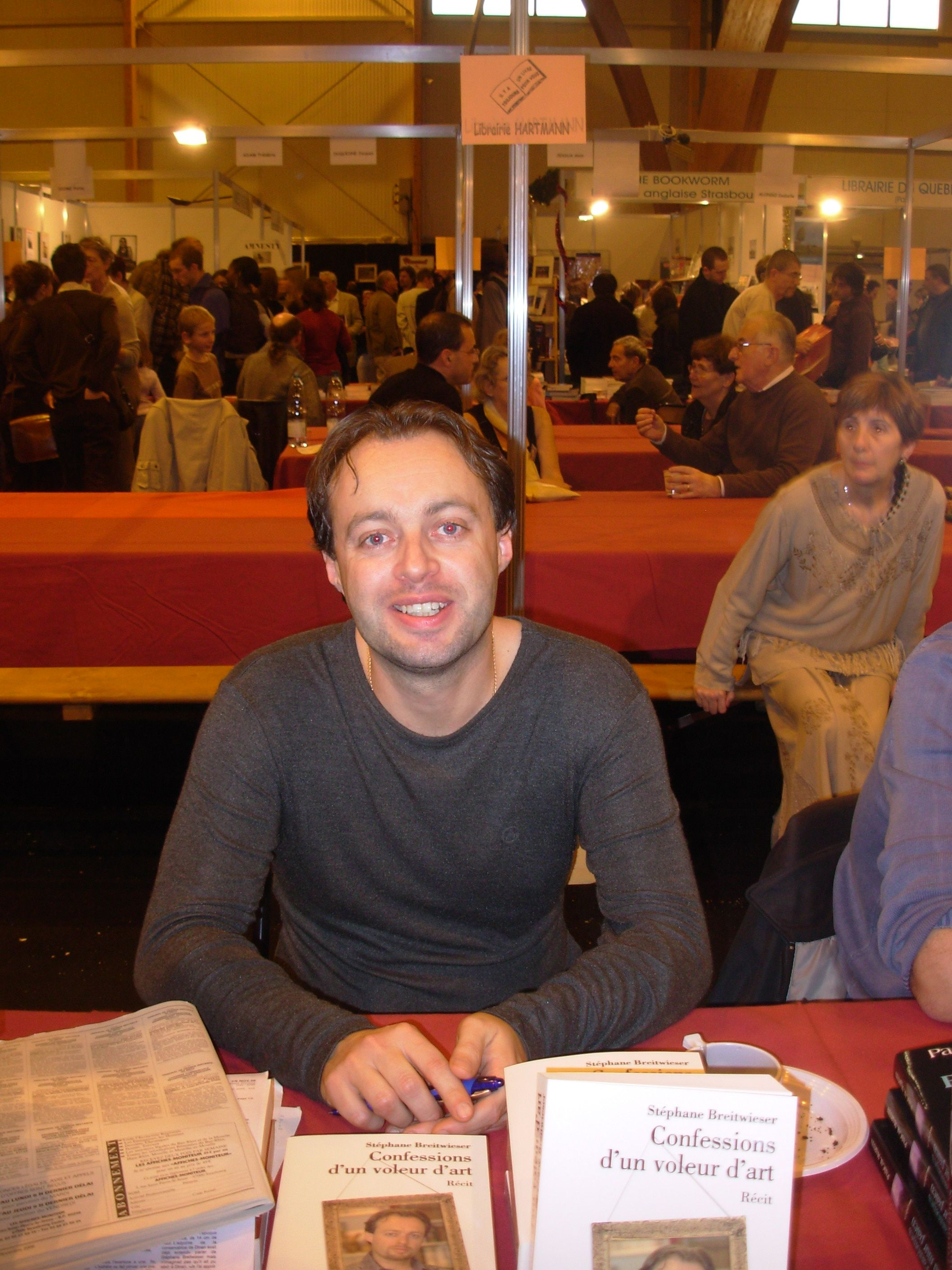
Stéphane Breitwieser "salon du livre", Colmar, Francja, 26/11/2006

Stéphane Breitwieser (ur. 1971) – francuski złodziej, który przyznał się do kradzieży 239 dzieł sztuki, ich wartość szacowana jest na około 1,4 mld dolarów. 
Breitwieser podróżował po Europie i pracował jako kelner. W tym samym czasie okradał małe muzea z ich najcenniejszych dzieł. Pierwszej kradzieży dokonał w 1995 podczas wizyty w średniowiecznym zamku Gruyères w Szwajcarii. Większość dzieł po prostu wyjmował z ram i wynosił pod płaszczem. Najcenniejszym dziełem, które skradł Breitwieser był obraz Lucasa Cranacha Starszego "Sybilla, księżna Cleves" z małego muzeum w Baden-Baden. Jego wartość szacowana jest na 5-5,6 mln funtów. Ostatecznie został złapany w listopadzie 2001, po kradzieży w muzeum w Lucernie.
Breitwieser wykazywał szczególne zamiłowanie dla sztuki flamandzkiej XVI i XVII wieku. Cały czas utrzymuje, że kradł nie dla zysków ze sprzedaży, ale po to by zgromadzić prywatną kolekcję sztuki. Podczas procesu mówił wielokrotnie: "Podziwiam sztukę. Kocham dzieła sztuki." W trakcie procesu ze szczegółami opisywał w jaki sposób dokonywał kradzieży, wielokrotnie poprawiał innych świadków, gdy ci mylili jakieś szczegóły dotyczące skradzionych obiektów. 
Wszystkie skradzione dzieła trafiały do domu jego matki w Miluzie we Francji. Gdy matka dowiedziała się o aresztowaniu syna, postanowiła pozbyć się kolekcji – część dzieł zniszczyła, część wrzuciła do przepływającego niedaleko Kanału Rodan-Ren. Nurkowie odnaleźli tylko część kolekcji, około 60 nie zostało jednak odnalezionych. Prawdopodobnie zostały zniszczone, choć niektórzy podejrzewają, że wbrew zapewnieniom Breitwiesera, mogły jednak zostać sprzedane. Do tej pory nie odnaleziono następujących cennych dzieł:
- Pieter Brueghel (młodszy) – Cheat Profiting From His Master
- Antoine Watteau – "Dwaj mężczyźni"
- François Boucher – "Śpiący pasterz"
- Corneille de Lyon – "Maria, królowa Szkotów"

7 stycznia 2005 sąd w Strasburgu skazał Stéphane'a Breitwiesera na 3 lata więzienia, z czego musi odsiedzieć 26 miesięcy. Na kary więzienia zostały skazane także jego matka (3 lata, z czego na pewno 18 miesięcy) oraz jego dziewczyna (18 miesięcy, z czego na pewno 6 miesięcy). W dniu ogłoszenia wyroku Breitwieser próbował popełnić samobójstwo w swojej celi, ale został odratowany przez strażników więziennych.
Stéphane Breitwieser nazywany jest niekiedy "dżentelmenem-włamywaczem", ponieważ według jego zapewnień kradł nie dla zysku. Przezwisko to ma nawiązywać do słynnego, fikcyjnego złodzieja dzieł sztuki Arsène'a Lupina.